# Mustamäe
Mustamäe Észtország fővárosának, Tallinnak az egyik kerülete (linnaosa). Területét tekintve Tallinn nyolc kerülete közül a legkisebb, lakosságát tekintve azonban a második legnépesebb. A lakótelepi jellegű, alvóvárosként funkcionáló kerületet az 1993-as közigazgatási reform során hozták létre. Területe 8,09 km². 2016. november 1-jei állapot szerint 67 801 lakosa volt. A kerületi elöljáró 2011-től Helle Kalda a Centrum párt képviseletében.
Délről Nömme, északról Haabersti, keletről Kristiine kerületek határolják. A városközponttól (az Óvárostól) kb. 5 km-re délnyugatra helyezkedik el. A kerületet négy alkerület alkotja: Kadaka, Mustamai, Siili és Saasa.
Tallinn első olyan városrésze, amelybe panelházakat telepítettek. Az építkezések 1962-ben kezdődtek és az 1970-es évek végéig tartottak. A lakótelep kialakítását Mart Port észt építész irányította. Jellemzően öt- és kilencemeletes panelházakat építettek, de előfordulnak kisebb mennyiségben négyemeletes házak is. A 2000-es években több modern társasház is épült a kerületben.
A kerületben több felsőoktatási intézmény működik. Ott található a Tallinni Műszaki Egyetem, a Tallinni Egyetem Jogi Kara, az Észt Művészeti Akadémia több tanszéke, a Tallinni Gazdasági Iskola, valamint az Észt Számítástechnikai Főiskola.
A közúthálózat gerincét három nagy utca, a Mustamäe tee, a Sõpruse puiestee és a Ehitajate tee alkotja, ezeken zajlik a tömegközlekedés nagy része is. A kerület tömegközlekedésében a trolibusz dominál, mellettük a buszközlekedés szolgálja ki a kerületet. Keresztülmegy rajta a tallinni 1-es, 3-as, 4-es és 5-ös trolibuszvonal (valamint 2017 májusáig a 9-es trolibuszvonal).
A található a Tehnopol nevű tudományos-ipari park, amely több mint 150 cégnek ad otthont.